# 索馬特爾湖
18°35′51″N 72°00′53″W / 18.59750°N 72.01472°W
索馬特爾湖（西班牙語：Laguna del Fondo），是海地與多明尼加的湖泊，處於太子港以東22公里，長22公里、寬12公里，面積170平方公里，是伊斯帕尼奧拉島的第二大湖泊，僅次於恩里基約湖，海拔高度15米。

## 脚注
1. ↑  http://www.geonames.org/3717428/etang-saumatre.html （页面存档备份，存于）.
2. ↑  . Global Nature Fund.   [2010-10-14].[永久]